# Кіровська область
Кі́ровська óбласть (рос. Ки́ровская о́бласть) — область в Російській Федерації. Входить до складу Приволзького федерального округу.
- Площа — 120,8 тис. км²
- Населення області становить 1442,9 тис. осіб (2006). Густота населення — 12,0 осіб/км² (2006), питома вага міського населення — 71,6 % (2006)
- Етнічний склад: основне населення — росіяни — 91,8 %, також мешкають марійці — 2,6 %, татари — 2,2 %, удмурти — 1,4 % й інші
- Адміністративний центр області — місто Кіров

## Історія
Кіровська область виділено зі складу Горьківського краю 7 грудня 1934 року. До 1936 — Кіровський край, із грудня 1936 — Кіровська область.

## Органи державної влади
Систему органів державної влади Кіровської області становлять:
- Законодавчі Збори Кіровської області — вищий і єдиний законодавчий (представницький) орган державної влади області
- Губернатор Кіровської області — вища посадова особа області
- Уряд Кіровської області — вищий виконавчий орган державної влади Кіровської області
- Інші органи виконавчої влади Кіровської області, утворені Урядом області відповідно до Статуту й законів області
- Судова влада здійснюється судами й світовими суддями, що діють на території області відповідно до федеральних законів

## Адміністративний поділ
| № п/п | Район, округ                     | Площа, км² | Населення, осіб (2010) | Населення, осіб (2017) | Адміністративний центр |
| ----- | -------------------------------- | ---------- | ---------------------- | ---------------------- | ---------------------- |
| 2     | Афанасьєвський район             | 5230,00    | 13848                  | 12547                  | смт Афанасьєво         |
| 3     | Білохолуницький район            | 4235,96    | 19890                  | 17556                  | місто Біла Холуниця    |
| 5     | Верхньокамський район            | 10370,00   | 32669                  | 27783                  | місто Кірс             |
| 6     | Верхошижемський район            | 2415,00    | 9483                   | 8800                   | смт Верхошижемьє       |
| 7     | Вятсько-Полянський район         | 907,71     | 30659                  | 28003                  | місто Вятські Поляни   |
| 8     | Даровський район                 | 3757,00    | 11829                  | 10201                  | смт Даровський         |
| 9     | Зуєвський район                  | 2820,00    | 22586                  | 19897                  | місто Зуєвка           |
| 11    | Кільмезький район                | 3106,40    | 13086                  | 11409                  | смт Кільмезь           |
| 12    | Кірово-Чепецький район           | 2210,27    | 21317                  | 22140                  | місто Кірово-Чепецьк   |
| 13    | Котельницький район              | 3978,78    | 15799                  | 13485                  | місто Котельнич        |
| 14    | Кумьонський район                | 1911,45    | 17350                  | 16479                  | смт Кумьони            |
| 15    | Леб'язький район                 | 1336,00    | 8700                   | 7371                   | смт Леб'яже            |
| 16    | Лузький район                    | 5360,00    | 18688                  | 15997                  | місто Луза             |
| 17    | Малмизький район                 | 2190,00    | 26757                  | 23533                  | місто Малмиж           |
| 18    | Мурашинський район               | 3430,00    | 12905                  | 11204                  | місто Мураші           |
| 19    | Нагорський район                 | 7236,00    | 10336                  | 8578                   | смт Нагорськ           |
| 20    | Немський район                   | 2158,00    | 7983                   | 6928                   | смт Нема               |
| 22    | Омутнінський район               | 5168,00    | 44793                  | 40915                  | місто Омутнінськ       |
| 23    | Опаринський район                | 6042,86    | 11795                  | 9760                   | смт Опаріно            |
| 24    | Оричивський район                | 2490,00    | 30781                  | 29680                  | смт Оричі              |
| 25    | Орловський район                 | 1988,78    | 12934                  | 12225                  | місто Орлов            |
| 26    | Піжанський район                 | 1160,20    | 11242                  | 9773                   | смт Піжанка            |
| 27    | Підосиновський район             | 4265,00    | 17009                  | 14247                  | смт Підосиновець       |
| 28    | Санчурський район                | 1490,00    | 10080                  | 8406                   | смт Санчурськ          |
| 29    | Свічинський район                | 1773,00    | 8517                   | 7297                   | смт Свєча              |
| 30    | Слободський район                | 3711,56    | 30174                  | 30730                  | місто Слободський      |
| 31    | Совєтський район                 | 2330,00    | 27302                  | 25146                  | місто Совєтськ         |
| 32    | Сунський район                   | 1260,00    | 6784                   | 5910                   | смт Суна               |
| 33    | Тужинський район                 | 1530,00    | 7688                   | 6592                   | смт Тужа               |
| 34    | Унинський район                  | 2130,00    | 9178                   | 7934                   | смт Уні                |
| 35    | Уржумський район                 | 3025,32    | 27075                  | 24096                  | місто Уржум            |
| 37    | Шабалінський район               | 3915,58    | 10854                  | 9365                   | смт Ленінське          |
| 38    | Юр'янський район                 | 3031,00    | 20128                  | 19025                  | смт Юр'я               |
| 39    | Яранський район                  | 2431,27    | 26899                  | 23753                  | місто Яранськ          |
| 1     | Вятсько-Полянський міський округ | 28,34      | 35162                  | 32817                  | місто Вятські Поляни   |
| 2     | Кірово-Чепецький міський округ   | 53,36      | 80921                  | 73279                  | місто Кірово-Чепецьк   |
| 3     | Кіровський міський округ         | 757,00     | 498381                 | 527733                 | місто Кіров            |
| 4     | Котельніцький міський округ      | 29,20      | 24979                  | 23966                  | місто Котельніч        |
| 5     | Первомайський міський округ      | 840,22     | 6147                   | 6534                   | смт Первомайський      |
| 6     | Слободський міський округ        | 49,60      | 34460                  | 33115                  | місто Слободський      |

## Географічна зона
Область, одна з найбільших у Нечорноземній зоні Російської Федерації, розташована на північний сході європейської частини Росії. Рельєф області — горбистий, у центральній частині області — Вятські Ували, на північний сході — Верхньокамська височина, на півночі — Північні Ували. Головні річки — річки басейну Волги (Вятка, Кама).

## Клімат
Клімат області помірно континентальний. Середня температура січня -14°С, середня температура липня +17°С; кількість опадів — близько 500 мм на рік. Область належить до зони достатнього зволоження.

## Природні ресурси
Основу природно-ресурсного потенціалу області становлять ліс (в основному хвойні породи), фосфорити, торф, хутро, водні й земельні ресурси. Зустрічається винятково рідкий мінерал волконскоїт. Широко поширені родовища торфу. Великі запаси нерудної мінеральної сировини: вапняків, мергелів, глин, пісків і гравію. В останні десятиліття на сході області виявлені незначні промислові запаси нафти, а також поклади бентонітових глин. В області перебуває найбільше в Європі В'ятсько-Камське родовище фосфоритів. Область багата мінеральними джерелами й лікувальними брудами.

## Промисловість
Основні галузі промисловості: машинобудування й металообробка; кольорова й чорна металургія, хімічна; мікробіологічна, лісова, деревообробна й целлюлозно-паперова; легка, харчова промисловість.

## Сільське господарство
Провідної товарною галуззю в сільськогосподарському виробництві є тваринництво, переважно молочно-м'ясного напрямку. Основні вирощувані сільськогосподарські культури: зернові, картопля, льон і городина. У структурі зернових переважають озиме жито й фуражні культури. Сільськогосподарське виробництво забезпечує продовольчу безпеку області. До 20 % продукції тваринництва вивозиться за межі області, в основному в північні регіони країни.

## Народні промисли
Область славиться художніми народними промислами: димковською писаною глиняною іграшкою, виробами з капу-кореня, соломки, соснового кореня, дерева, лози, кукарськими мереживами, керамікою.

## Транспорт
У Кірові є цивільний аеропорт Победілово.
Через Кіровську область проходять залізничні магістралі, що зв'язують центр Росії з Уралом, Сибіром і Далеким Сходом, північні регіони — з південними регіонами (Кіров—Котлас). Загальна довжина залізниць — 1098 км.
Розвинена мережа автомобільних доріг із твердим покриттям довжиною 9086 км.
Основною водною магістраллю є річка Вятка. Довжина експлуатованих водних шляхів по Вятці та її притоках — 1800 км.

## Уродженці
- Васнєцов Віктор Михайлович — видатний художник.
- Кожевников Олексій Венедиктович — російський радянський письменник.
- Кіров Сергій Миронович — партійний і державний діяч.